# Кратко Мирослав Іванович
Мирослав Іванович Кратко (нар. 22 серпня 1936, с. Стоянів Радехівський район Львівська область — 19 лютого 2018, м. Луцьк) — український математик. У 1969—1974 роках виконував обов'язки редактора першої у світі Енциклопедії кібернетики. Доктор фізико-математичних наук (1993), професор (1992). Завідувач кафедри Волинського інституту післядипломної педагогічної освіти (м. Луцьк).
Вищу освіту отримав у Львівському політехнічному інституті (1953—1958), інженер-електрик (спеціальність автоматичні, телемеханічні і електровимірювальні прилади та устаткування).
Кандидат фізико-математичних наук (1964), доктор фізико-математичних наук (1993). Має звання доцента (1968). Обіймав посаду старшого наукового співробітника (1973), у 1992 присвоєно звання професора.
Працював на посадах
- інженера підприємства абонскринька 39 у Новосибірську (1959)
- інженера, молодшого наукового співробітника Інституту математики[ru] Сибірського відділення АН СРСР (1959—1969)
- старшого наукового співробітника Інституту кібернетики АН УРСР (1969—1974)
- старшого наукового співробітника Інституту математики АН УРСР (1974—1991)
- декана природничого факультету Національного університету «Києво-Могилянська академія» (1991—1992)
- начальника управління Вищої атестаційної комісії України (1992—1996)
- президента Інституту фундаментальних досліджень[3] Української наукової асоціації[4] (1996—1997);
- професора, завідувача кафедри, декана математичного факультету, проректора з наукової роботи Волинського державного університету імені Лесі Українки (1997—2003)
- професора, завідувача кафедри Волинського інституту економіки та менеджменту в м. Луцьк (2005—08)
- професора, завідувача кафедри Волинського інституту післядипломної педагогічної освіти[1][2] в м. Луцьк (з 2009)

Заступник головного редактора наукового журналу «Педагогічний пошук».
М. І. Кратко нагороджений медалями «1500 років Києву» (1982), «Ветеран праці» (1985), медаллю ім. Ю. В. Кондратюка (О. Г. Шаргея) Федерації космонавтики України (1997), відзначений Подякою голови Волинської обласної державної адміністрації (2000), премією ім. С. О. Лебедєва Президії АН УРСР (1985). Науковець — Відмінник освіти України (2002).
Автор понад 180-ти публікацій.
Помер 19 лютого 2018 року після важкої хвороби.